# Скендер Гіка
Скендер Гіка (алб. Skënder Hyka; нар. 6 вересня 1944, Тирана, Албанія — пом. 5 липня 2018) — албанський футболіст, який протягом усієї кар'єрі виступав на позиції нападника за команду рідного міста «17 Ненторі» (тепер — «Тирана»). Викликався до національної збірної Албанії, у футболці якої зіграв 1 матч. Працював членом виконавчого комітету Федерації футболу Албанії, а з 2009 року очолював Комісію з організації змагань.

## Клубна кар'єра

### Ранні роки
Народився та виріс у Тирані, де закінчив школу та університет. Навчався в Інституті фізичної культури і спорту, який закінчив 1968 року, вже будучи професіональним футболістом. До складу «17 Ненторі» приєднався 1957 року (на той час Скендеру виповнилося 13 років), виступав за юнацькі та молодіжні команди клубу, а на початку 1960-их років переведений до першої команди клубу.

### «17 Ненторі» (Тирана)
Після переведення до першої команди швидко став основним футболістом «17 Ненторі», де протягом кар'єри допоміг своїй команді 4 рази виграти албанську Суперлігу. Футбольну кар'єру завершив 1974 року. На той час з 60-ма голами залишався найкращим бомбардиром в історії клубу (станом на 2012 року опустився за вище вказаним показником на 5-те місце). Загалом у футболці «17 Ненторі» провів близько 400 матчів/

## Кар'єра в збірній
Незважаючи на вдалі виступи в складі «17 Ненторі», закріпитися в національній збірній Албанії Гіці так і не вдалося. Це було пов’язано з високою конкуренцією за місце в атакувальній лінії албанців, особливо за наявності таких гравців, як Медін Жега та Панайот Пано, які також грали у вище вказаний період часу, через що шанси проявити себе в збірній залишалися незначними. Свій єдиний матч за національну команду зіграв 8 квітня 1967 року в Дортмунді проти збірної ФРН. Західні німці здобули у вище вказаному матчі перемогу з рахунком 6:0 завдяки чотирьом голам Герда Мюллера та «дублю» Ганнеса Лера. Після цього Гіка жодного разу не одягав футболку збірної.

## Робота в Федерації футболу Албанії
У 1992-1995 роках працював секретарем «Атлетік Клаб Занзібар». У 1997 році — генеральний секретар Федерації футболу Албанії. З 1992 року працював членом Виконавчого комітету Федерації футболу Албанії.

## Особисте життя
Син Гіки Енді також виграв два чемпіонських титули, виступаючи за «Тирану» в 1990-их роках, а йогь двоюрідний брат Ренісі повторив вище вказане досягнення в 1989 році. Скендер Гіка помер у липні 2018 року.

## Досягнення
- Суперліга Албанії
  -  Чемпіон (3): 1966, 1968, 1970[3]